# Lord deputato d'Irlanda
Il Lord Deputy d'Irlanda era un delegato del monarca e capo dell'esecutivo irlandese sotto il governo inglese, durante la Signoria d'Irlanda e poi nel Regno d'Irlanda. Prima del 1523 era dipendente dal Viceré d'Irlanda.

## Elenco dei Lords Deputy

### Signoria d'Irlanda
- Sir Thomas Mortimer (1382–1383)
- Thomas FitzGerald, VII conte di Kildare (1454–1459)
- William Sherwood (1462)
- Thomas FitzGerald, VII conte di Desmond (1463–1467)
- John Tiptoft, I conte di Worcester (1467–1468)
- Thomas FitzGerald, VII conte di Kildare (1468–1475)
- William Sherwood (1475–1477)
- Gerald FitzGerald, VIII conte di Kildare (1477)
- Henry Grey, IV (VII) barone Grey di Codnor (1478–1479)
- Gerald FitzGerald, VIII conte di Kildare (1479–?1494)
- Walter Fitzsimon, arcivescovo di Dublino (1492)
- Robert Preston, I visconte Gormanston (1493–1494)
- Edward Poynings (1494–1496)
- Gerald FitzGerald, VIII conte di Kildare (1496–1513)
- Gerald FitzGerald, IX conte di Kildare (1513–1518)
- Sir Maurice Fitzgerald[2]
- Thomas Howard, conte di Surrey (1520–1522)[3]
- Piers Butler, VIII conte di Ormonde (1522–1524)
- Gerald FitzGerald, IX conte di Kildare (1524–1529)
- Sir William Skeffington (1529–1532)
- Gerald FitzGerald, IX conte di Kildare (1532–1534)
- Sir William Skeffington (1534–1535)
- Leonard Grey, I visconte Grane (1536–1540)

### Regno d'Irlanda
- Anthony St Leger (1540–1548)
- Edward Bellingham (1548–1549)
- Lord Justices (1549–1550)
- Anthony St Leger (1550–1551)
- James Croft (1551–1552)
- Lord Justices (1552–1553)
- Anthony St Leger (1553–1556)
- Thomas Radclyffe, III conte di Sussex (1556–1558) (Lord Luogotenente 1560–1564)[4]
- Sir Nicholas Arnold(1564–1565)
- Sir Henry Sidney (1565–1571) (1575–1578)[5]
- William FitzWilliam (1571–1575)  (1588–1594)
- Arthur Grey, XIV barone Grey de Wilton (1580–1582)
- Sir John Perrot (1584–1588)
- William Russell, I barone Russell di Thornhaugh (1594–1597)
- Thomas Burgh, VII barone Strabolgi (1597)
- Robert Devereux, II conte di Essex  (Lord Luogotenente 1599)
- Charles Blount, barone Mountjoy (poi I conte di Devonshire) (1600–1603) (Lord Lieutenant 1603–1604)
- Sir George Cary (1603–1604)
- Arthur Chichester, I barone Chichester (1605–1616)[6]
- Sir Oliver St John (1616–1622)[7]
- Henry Cary, I visconte Falkland (1622–1629)
- Thomas Wentworth, I conte di Strafford (1632–1640)
- Christopher Wandesford (1640)
- Robert Sidney, II conte di Leicester (1640–1643) (Lord Luogotenente)
- Henry Ireton (1650–1651)
- Charles Fleetwood (1652–1657)
- Henry Cromwell (1657–1658) (Lord Luogotenente 1658–1659)
- Edmund Ludlow (1659–1660)
- Richard Talbot, I conte di Tyrconnell (1687–1688)

Il titolo divenne successivamente quello di Lord Luogotenente d'Irlanda, col detentore noto informalmente col titolo di viceré.